# Vanxains
Vanxains es una comuna francesa situada en el departamento de Dordoña, en la región de Nueva Aquitania.

## Demografía
| 750 | 641 | 556 | 591 | 665 | 665 | 689 |
| Para los censos de 1962 a 1999 la población legal corresponde a la población sin duplicidades (Fuente: INSEE [Consultar]) |     |     |     |     |     |     |